# جيسيكا مور (كرة سلة)
جيسيكا مور (بالإنجليزية: Jessica Moore)‏ مواليد 9 يوليو 1982 في فيربانكس، هي لاعبة كرة سلة أمريكية. بدأت مسيرتها الاحترافية في سنة 2005. تم اختيارها من قبل فريق شارلوت ستينغ خلال الدرافت.

## المسيرة الاحترافية
لعبت مع شارلوت ستينغ في سنة 2005، ثم لعبت مع لوس أنجلوس سباركس من سنة 2005 إلى 2008، ثم لعبت مع إنديانا فيفر في موسم 2009–2010، ثم لعبت مع كونيتيكت صن في سنة 2011، ثم لعبت مع أتلانتا دريم في سنة 2012، ثم لعبت مع كونيتيكت صن في سنة 2012، ثم لعبت مع واشنطن ميستيكس في سنة 2013.

## روابط خارجية
- جيسيكا مور على موقع الاتحاد الدولي لكرة السلة (الإنجليزية)
- جيسيكا مور على موقع الاتحاد الوطني لكرة السلة النسائية (الإنجليزية)
- جيسيكا مور على موقع كرة السلة الأوروبية.كوم (الإنجليزية)
- جيسيكا مور على موقع كلية كرة السلة في سبورتس رفرنس.كوم (الإنجليزية)
- جيسيكا مور على موقع بروبوليرز (الإنجليزية)
- جيسيكا مور على موقع سبورتس رفرنس (الإنجليزية)
- جيسيكا مور على موقع قاعة ألاسكا للمشاهير الرياضية (الإنجليزية)